# Inútiles y subversivos
Inútiles y subversivos fue un programa de humor de TVN, que se emitía los días lunes a las 23:00 horas. El programa se basa en gags de corta y larga duración al estilo Plan Z y Mediomundo de humor sarcástico y sin sentido, tomando en cuenta la contingencia y los temas de actualidad en el país.
El nombre del programa proviene de una frase polémica dicha por el entonces senador Carlos Larraín en el contexto de las protestas durante la movilización estudiantil en Chile de 2011: "Una manga de inútiles subversivos".
En su primer capítulo marcó un promedio de 14,6 puntos de índice de audiencia según Time Ibope, con un peak de 20 puntos.
El programa fue transmitido hasta el 16 de enero de 2012 con 11 capítulos al aire.

## Secciones
- El supermercado
- Nudista
- Transantiago
- Ortto Kraus
- Fonoconfesión
- Houston tenemos un problema
- Ud. está en DICOM
- Jefe chico
- Profesor antibullying
- Sex Shop
- Hombre boa
- Dark Verdaguer
- Nana Rosa
- Popín: Un minuto para perder
- Adopte un famoso
- ¿Esta es mi familia?
- La estatua
- Back Stage
- Separados con hijos
- El mundo al revés
- Dra. Poto
- Policías sin acción

## Reparto
- Pablo Zamora
- Kurt Carrera
- María José Quiroz
- Catalina Aguayo
- Sergio Aguilera
- Mariú Martínez

### Recurrentes
- Felipe Camus
- Agustín Carrera (hijo de Kurt Carrera)[5]

### Invitados
- Fernando Solabarrieta[6]
- Óscar Gangas
- Iván Zamorano
- Nelson Ávila
- Ricardo Lagos Weber
- Marco Enríquez-Ominami
- Moria Casán
- Ignacio Franzani
- Karen Doggenweiler
- Delfina Guzmán
- Jean Philippe Cretton
- Tamara Primus
- Camila Andrade